# Niphetophora kivuensis
Niphetophora kivuensis är en skalbaggsart som beskrevs av Franz Antoine och Holm 1993. Niphetophora kivuensis ingår i släktet Niphetophora och familjen Cetoniidae. Inga underarter finns listade i Catalogue of Life.